# Aedón
En la mitología griega, Aedón o Edón (en griego antiguo, Άηδών, Aêdốn: «ruiseñor») era hija de Pandáreo de Éfeso.
Según Homero, fue esposa de Zeto, rey de Tebas, y madre de Itilo. Envidiosa de Níobe, la esposa de su cuñado Anfión, quien tenía seis hijos y seis hijas, urdió un plan para matar al mayor de ellos, pero por error acabó con la vida de su propio hijo Itilo o Itylo. Zeus alivió su pena transformándola en ruiseñor, pájaro cuyo canto melancólico es considerado por los poetas como el lamento de Aedón por el hijo suyo al que mataron.
En un escolio se nos dice que Aedón intentó acabar con la vida de Amaleo, el mayor de los hijos de Níobe y Anfión.
Según una tradición posterior recogida por Antonino Liberal, Aedón era la esposa de Politecno, un artesano de Colofón, y alardeaba de ser más feliz con este que Hera con Zeus. Hera se vengó ordenando a Eris que persuadiera a Aedón a competir con su marido. Politecno estaba entonces haciendo una silla y Aedón un bordado, y acordaron que quien terminase primero el trabajo recibía del otro una esclava como premio. Cuando Aedón ganó a su marido, este fue a ver a su padre y, fingiendo que su esposa quería ver a su hermana Quelidón (Χελιδόνα), la llevó con él. De regreso a casa la violó, la vistió con ropas de esclava y le ordenó que guardara el más estricto silencio, dándola a su esposa como el premio prometido. Después de algún tiempo, Quelidón se lamentó de su destino cuando creía que estaba sola, pero Aedón la oyó y las dos hermanas conspiraron contra Politecno y mataron a su hijo Itis, cocinaron su cuerpo y lo sirvieron a Politecno. Aedón huyó con Quelidón de vuelta a casa de su padre, quien, cuando Politecno llegó buscándola, lo ató, lo untó con miel y lo dejó a merced de los insectos. Aedón se apiadó entonces del sufrimiento de su esposo y, cuando sus parientes estaban a punto de matarla por esta debilidad, Zeus transformó a Politecno en pelícano, al hermano de Aedón en abubilla, a su padre en pigargo, a Quelidón / Quelidonia en golondrina y a la propia Aedón / Edón en ruiseñor.
Este mito parece proceder de las meras etimologías, y es la versión tebana del de Filomela y Procne.